# Oospila similiplaga
Oospila similiplaga es una especie de polilla perteneciente a la familia Geometridae, descrita por el lepidopterólogo inglés William Warren en 1900, con distribución en América del Sur. Cuenta con dos subespecies: O. s. bolarpata y O. s. similiplaga.

## Descripción
Es una polilla pequeña, con una envergadura de 15 milímetros (0,6 plg) en los machos y hasta 19 mm en las hembras. La frente y los palpos son marrones, las antenas del macho son bipectinadas. El tórax es verde dorsalmente y el abdomen verdoso, las crestas son marrón oscuro. Las alas son verdes con una estría marrón delgada y una banda marginal marrón rojiza desde justo debajo del ápice del ala anterior hasta el tornus del ala posterior. La banda es más oscura o negruzca hasta el ápice del ala posterior. Existe una forma extrema del norte de Ecuador que no presenta esta banda marginal ni manchas, solo una ligera dilatación de la línea terminal en el tornus del ala anterior. Las manchas discales son pequeñas y negruzcas en ambas alas. El borde costal del ala anterior está revestido de marrón claro. Las tibias posteriores del macho son abundantemente pilosas.
La especie ha sido descrita en Perú (la localidad tipo es el norte de Perú, Amazonia: sector Huambo), Ecuador, extremo occidental de Brasil y Bolivia. Ha sido descrito en bosques tropicales de tierras bajas y en áreas cultivadas con fragmentos de bosque. Vuelan de julio a octubre y nuevamente de febrero a mayo.